# Bastien Toma
Bastien Toma (Sion, 24 juni 1999) is een Zwitsers-Kosovaars voetballer  die als middenvelder speelt. Hij komt sinds september 2020 uit voor de Belgische eersteklasser KRC Genk.

## Clubcarrière

### FC Sion
Toma sloot zich op negenjarige leeftijd aan bij de jeugd van profclub FC Sion. Hij doorliep hier alle jeugdreeksen en werd in 2017 door de Italiaanse trainer Paolo Tramezzani naar het eerste elftal gehaald. Op 4 november 2017 maakte Toma zijn officieel debuut in het profvoetbal, hij mocht in de basis starten in de competitiewedstrijd tegen FC Zürich. Deze wedstrijd eindigde uiteindelijk op 1-1. Toma kreeg hierna nog vele speelkansen en groeide met verloop van tijd ook uit tot basisspeler bij zijn club. In november 2018 haalde hij de internationale pers met een sublieme assist tegen Neuchâtel Xamax waarmee hij negen spelers het nakijken gaf.

### KRC Genk
Op 11 september 2020 maakte de Belgische eersteklasser KRC Genk bekend dat het hem had overgenomen. Toma ondertekende een vierjarig contract en kreeg bij Genk het rugnummer 11 toegewezen. Toma debuteerde op 20 september 2020 voor Genk in de gewonnen thuiswedstrijd tegen KV Mechelen. In zijn tweede wedstrijd voor Genk, tegen KV Oostende, kreeg hij kort voor het uur rechtstreeks rood na een fout op Maxime D'Arpino. Het leverde hem meteen twee speeldagen schorsing op.
Op 24 januari 2021 scoorde Toma zijn eerste doelpunt voor Genk in de uitwedstrijd tegen Club Brugge. Hij zette zijn ploeg zo op een 1-2-voorsprong. Genk verloor deze wedstrijd uiteindelijk wel nog met 3-2. Ook zijn tweede en laatste goal van het seizoen scoorde Toma tegen Club Brugge. Later in de wedstrijd hielp hij Genk ook aan de 1-2: hij stuurde Cyriel Dessers de zestien in, waarop die een strafschop versierde en omzette. Door de 1-2-zege klom Genk op de slotspeeldag van de Champions play-offs op gelijke hoogte van Club Brugge, dat evenwel al kampioen was. Toma ruilde in de loop van het seizoen zijn rugnummer 11 in voor het rugnummer 14 omdat dit naar zijn mening meer bij dat van een middenvelder paste.
In het seizoen 2021/22 kwam hij minder aan spelen toe bij Genk. Toen hij onder de nieuwe trainer Bernd Storck nog nauwelijks de wedstrijdselectie haalde, leende de club hem eind januari 2022 voor de rest van het seizoen uit aan de Zwitserse eersteklasser FC St. Gallen, weliswaar zonder aankoopoptie. Daar kwam hij in zijn debuutwedstrijd tegen FC Lausanne-Sport meteen tot scoren. Op 15 mei 2022 speelde de St. Gallen bekerfinale, maar de club ging hierin onderuit tegen FC Lugano. Toma viel in in de 73e minuut, toen de 4-1-eindstand al op het scorebord stond.

## Clubstatistieken
| Seizoen         | Club            | Land                 | Competitie         | Competitie | Competitie | Beker | Beker | Supercup | Supercup | Europees | Europees | Totaal | Totaal |
| Seizoen         | Club            | Land                 | Competitie         | Wed.       | Dlp.       | Wed.  | Dlp.  | Wed.     | Dlp.     | Wed.     | Dlp.     | Wed.   | Dlp.   |
| --------------- | --------------- | -------------------- | ------------------ | ---------- | ---------- | ----- | ----- | -------- | -------- | -------- | -------- | ------ | ------ |
| 2017/18         | FC Sion         | Vlag van Zwitserland | Super League       | 21         | 1          | 1     | 0     | —        | —        | 1        | 0        | 23     | 1      |
| 2018/19         | FC Sion         | Vlag van Zwitserland | Super League       | 32         | 3          | 4     | 0     | —        | —        | —        | —        | 36     | 3      |
| 2019/20         | FC Sion         | Vlag van Zwitserland | Super League       | 27         | 2          | 5     | 4     | —        | —        | —        | —        | 32     | 6      |
| 2020/21         | KRC Genk        | Vlag van België      | Jupiler Pro League | 19         | 2          | 2     | 0     | —        | —        | —        | —        | 21     | 2      |
| 2021/22         | KRC Genk        | Vlag van België      | Jupiler Pro League | 5          | 0          | 2     | 1     | 1        | 0        | 2        | 0        | 10     | 1      |
| 2021/22         | → FC St. Gallen | Vlag van Zwitserland | Super League       | 16         | 1          | 3     | 0     | —        | —        | —        | —        | 19     | 1      |
| 2022/23         | KRC Genk        | Vlag van België      | Jupiler Pro League | 0          | 0          | 0     | 0     | —        | —        | —        | —        | 0      | 0      |
| Carrière totaal | Carrière totaal | Carrière totaal      | Carrière totaal    | 120        | 9          | 17    | 5     | 1        | 0        | 3        | 0        | 141    | 14     |

Bijgewerkt op 18 augustus 2022.

## Interlandcarrière
Toma nam met de Zwitserse beloften deel aan het EK onder 21 in Hongarije en Slovenië. Toma kreeg een basisplaats tegen Engeland en Kroatië en viel in de derde groepswedstrijd tegen Portugal kort na het uur in voor Jordan Lotomba.

## Palmares
| Beker van België | 1x | 2020/21 |